# Blarina
Blarina är ett släkte näbbmöss med fyra arter som förekommer i Nordamerika.
Arterna är:
- Blarina brevicauda är den största arten. Utbredningsområdet sträcker sig från Saskatchewan och Nova Scotia till Nebraska och Georgia.
- Blarina carolinensis är den minsta arten och förekommer i södra USA (från Virginia till Florida).
- Blarina hylophaga skiljer sig bara i några detaljer från den förut nämnda arten. Den finns i centrala och södra USA (från Nebraska och Iowa till Texas).
- Blarina peninsulae är endemisk för Florida.

## Kännetecken
Individernas päls är mjuk och gråaktig, undersidan är något ljusare. Kroppsbyggnaden är robust och de små öronen är nästan helt gömda i pälsen. Nosen är kortare och tjockare jämförd med andra näbbmöss. Kroppslängden ligger mellan 80 och 110 mm och därtill kommer en kort svans som är 17 till 30 mm lång. Vikten varierar från 15 till 30 gram. Körtlarna som producerar saliv skapar även ett giftigt enzym som används under jakten efter byten.

## Levnadssätt
Dessa djur förekommer i olika habitat som buskmarker, skogar, träskmarker och marskland men även nära människan på fält och i trädgårdar. Under vintern gömmer de sig ibland i ladugårdar eller källare. Individerna är främst aktiva på natten och de bygger sina bon i underjordiska håligheter eller mellan rötter respektive bergssprickor. De bygger tunnlar i lövansamlingar eller annan ruttnande växtmaterial, under snötäcket och använder gångar som byggts av sorkar eller mullvadar. De är dessutom skickliga klättrare i träd. Varje individ lever utanför parningstiden ensam och de markerar reviret med ett myskliknande ämne från doftkörtlarna. I viss mån överlappar reviren varandra.
Blarina jagas främst av ormar, ugglor, rovfåglar, rävar, vesslor och prärievargar. Vanligen försöker näbbmusen gömma sig och dessutom är den myskliknande vätskan i viss mån avskräckande för fienden. Den giftiga saliven används troligen inte i försvarssyfte.

## Föda
Blarina äter stora mängder föda. Enligt uppskattningar äter de varje dag tre gånger sin egen vikt. Med hjälp av giftet kan de fälla byten som är större än de själv. De är allätare och livnär sig på ryggradslösa djur som insekter, spindeldjur och mångfotingar samt på små ryggradsdjur som gnagare och groddjur. De äter även växtdelar som bär. Liksom valar och fladdermöss hittar de sina byten genom ekolokalisering, det gäller i alla fall arten B. brevicauda. Därför utstöter de ultraljud som reflekteras av bytet.

## Fortplantning
Honor kan para sig tre gånger per år och parningstiden sträcker sig från mars till september. Dräktigheten varar i ungefär tre veckor och sedan föds vanligen fem till sju ungar (i undantagsfall upp till tio). Ungarna är i början nakna och blinda, därför vistas de sina första dagar i bon. Redan efter tre veckor gör de sina första utflykter och honan slutar efter cirka 25 dagar med digivning. Efter 6 till 12 veckor blir ungarna könsmogna. Livslängden är i vissa fall tre år men de flesta individerna dör tidigare.

## Blarinaoch människor
När individer uppsöker människans byggnader och lämnar sitt myskliknande stänk anses de ofta som plåga. Dessutom bits de ibland. Ett bett är inte dödligt men orsakar smärtor och svullnader i flera dagar. Å andra sidan äter Blarina stora mängder insekter och andra småkryp som betraktas som skadedjur.
Blarina själv hotas av jordbruket som förstör arternas habitat men hotet är inte allvarligt. IUCN listar bara tre arter och betraktar alla som livskraftiga (Least Concern).